# Giovanni Mercone
 Giovanni Mercone  (né à Pise en Toscane, et mort en 1169 près de Viterbe) est un cardinal du XIIe siècle.

## Biographie
Giovanni Mercone est archidiacre de  Tyr, sous Foucher d'Angoulême, archevêque de  Tyr (1134 à 1146) et patriarche latin de  Jérusalem.
Le pape Eugène III le crée cardinal lors du consistoire de  1150. Il participe à l'élection d'Anastase IV en 1153 et à l'élection d'Adrien IV en 1154. Il participe aussi à l'élection de l'antipape  Victor IV en 1159 et réjoint aussi l'obédience de l'antipape Pascal III. Le pape Alexandre III l'interdit en 1161.